# پرفشار آرام جنوبی

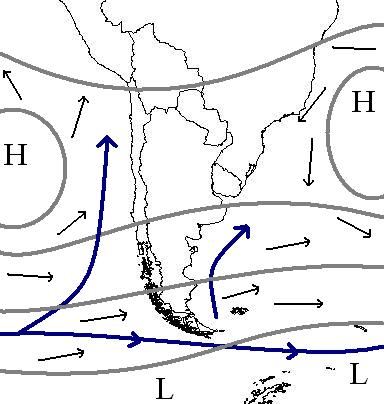
طرحی که موقعیت عادی اپرفشار آرام جنوبی در غرب پرو و شیلی را نشان می دهد.

پرفشار آرام جنوبی (انگلیسی: South Pacific High) یک واچرخند جنب‌مدارگانی نیمه‌دائمی است که در جنوب‌شرقی اقیانوس آرام قرار دارد. منطقه پرفشار اتمسفری و وجود جریان هامبالت در اقیانوس زیرین این پرفشار جنب‌حاره‌ای باعث خشکی بسیار زیاد سواحل غربی پرو و شمال شیلی شده است. بیابان سچورا و بیابان آتاکاما و تمام اقلیم شیلی به شدت تحت تأثیر این ناحیه پرفشار نیمه‌دائمی هستند. این سامانه پرفشار نقش مهمی در نوسان جنوبی ال‌نینو (ENSO) دارد و همچنین منبع اصلی بادهای تجارتی در سراسر اقیانوس آرام  استوایی است.